# Oikocredit
 (septembre 2014).
Oikocredit est une institution financière de microcrédit au niveau mondial.

## Présentation
Oikocredit est une société coopérative qui a pour but d’œuvrer à l’échelle mondiale pour la promotion d’une justice globale en encourageant les particuliers, les Églises et d'autres institutions à partager leurs ressources par le biais d’investissements socialement responsables et en donnant, grâce à des crédits, un pouvoir d’action aux plus démunis. Elle s’engage de cette façon car elle sait que ceux qui se trouvent tout en bas de l’échelle sociale (comme des ONG, des PME ou des coopératives agricoles du tiers monde) ont des grandes difficultés de se voir octroyer un crédit. « Nous voulons mettre les pauvres sur la voie de l'autonomie par des services financiers durables » (Tor Gull, ancien directeur général d’Oikocredit).
Exemples concrets d’aide d’Oikocredit : 
1. « Confianza[1] » au Pérou est un institut de microfinance auquel Oikocredit accorde des prêts. Confianza à son tour octroie des prêts à des petits entrepreneurs et entrepreneuses.
2. « Motor 93[2] » une coopérative agricole bulgare qui, à la suite de la suppression des subventions accordées sous les régimes communistes, s’est trouvée en proie à d’importantes difficultés financières, a reçu un soutien financier d’Oikocredit.
3. « Activists for social alternatives[3] », une ONG indienne dans le Tamil Nadu soutient les femmes issues des familles pauvres pour trouver l’autonomie.

## Historique
Création à la suite de la 5e conférence du conseil œcuménique des Églises à Uppsala en 1968 Suède. C’est là que des jeunes administrateurs mettent le doigt sur les pratiques financières des Églises. En effet, ces administrateurs posent des questions difficiles : « Pourquoi les Églises investissent-elles sans scrupules dans des banques qui placent aussi bien leur argent dans des industries soutenant la guerre du Vietnam ou l'Apartheid ? Ne peut-on trouver une meilleure filière d’investissement ? Une filière qui serait plus conforme à l’enseignement social de l’Église? » . C’est en 1975 que la SCOD (Société Coopérative Œcuménique de Développement), devenue en 1999 Oikocredit, a été fondée dans le but d’offrir aux Églises et organisations confessionnelles un instrument d’investissement alternatif, qui prend en compte les démunis. Après des débuts difficiles, elle grandit plus tard grâce à l’enthousiasme des personnes particulières. 

## Structure
Un conseil d’administration composé de 11 personnes de différents continents dirige la structure.

## Données chiffrées
Oikocredit avait en décembre 2008 un capital social de 358 millions d’euros. Les investisseurs sont près de 600 Églises et organisations de type religieux, 30 000 particuliers et congrégations religieuses locales qui investissent par le biais des 35 associations de soutien dans 19 pays, ainsi que 54 banques, organisations et fondations pour le développement et 40 membres partenaires de projets.
En décembre 2008, le capital affecté atteint 358 millions d'euros. 
Environ 739 projets actuels dans le monde, dont environ 266 nouveaux projets acceptés en 2008, ce qui mène 1500 partenaires de projets en approximativement 30 ans. 
D’après la Banque mondiale, Oikocredit est actuellement le premier financier privé de la microfinance, finançant 475 institutions de microfinance en Afrique (par exemple au Sénégal), en Asie, en Amérique Latine et en Europe centrale et orientale.
Depuis 1975, date de la fondation par le Conseil œcuménique des Églises de la Société coopérative œcuménique de développement (SCOD) devenue Oikocredit en 1999, les parts sociales d'Oikocredit ont maintenu leur valeur nominale et généré un intérêt annuel de 2 %.